# Arnaha (Saptari)
Arnaha – gaun wikas samiti we wschodniej części Nepalu w strefie Sagarmatha w dystrykcie Saptari. Według nepalskiego spisu powszechnego z 2001 roku liczył on 819 gospodarstw domowych i 4617 mieszkańców (2232 kobiet i 2385 mężczyzn).